# Verfassungsreferendum in Ägypten 1971
Das Verfassungsreferendum in Ägypten 1971 fand am 11. September 1971 statt. Die neue Verfassung der Republik Ägypten wurde von nahezu 100 % der Wähler angenommen, bei einer Wahlbeteiligung von 95,1 %.

## Ergebnisse
| Option                 | Stimmen   | Anteil  |
| ---------------------- | --------- | ------- |
| Für                    | 7.862.617 | 100,0 % |
| Gegen                  | 1.363     | 0,0 %   |
| Ungültige/Leere Zettel | 3.640     | –       |
| Gesamt                 | 7.867.620 | 100,0 % |